# Języki oguzyjskie
Języki oguzyjskie – główna gałąź języków turkijskich. Posługuje się nimi około 90 mln ludzi, na obszarze od Bałkanów po Chiny.
Wydziela się trzy główne podgrupy: pierwszą stanowią języki turecki, gagauski i wymarły osmański, najważniejszym przedstawicielem drugiej jest język azerski, a trzeciej język turkmeński (za jego dialekt część badaczy uważa język truchmeński).